# Leopoldo de Gregorio, markiz Esquilache
Leopoldo de Gregorio, markiz Esquilache, właśc. Squillace (ur. 23 grudnia 1699 w Mesynie, zm. 15 września 1785 w Wenecji) – hiszpański minister pochodzenia włoskiego. Był zwolennikiem oświecenia. Należał do ekipy ministerialnej, którą sprowadził z Włoch Karol III, będący przed wstąpieniem na tron hiszpański królem Neapolu i Sycylii.
Karola III we Włoszech do reform namówił Bernardo Tanucci. Sam Leopoldo de Gregorio – człowiek skromnego pochodzenia, dowiódł swych umiejętności jako urzędnik odpowiadający za zaopatrzenie armii Królestwa Neapolu W 1755 za te zasługi uczyniono go „Markizem Esquilache”. Chciał zmodernizować społeczeństwo hiszpańskie, skończyło się to jednak buntem, zwanym zamieszkami Esquilachego (motín de Esquilache). Karol musiał odwołać Esquilache’go, a potem (1771) mianować go ambasadorem w Wenecji. Obaj król i minister ubolewali nad nieustępliwością ludu hiszpańskiego. Esquilache doprowadził do skanalizowania, oświetlenia i wybrukowania ulic hiszpańskich miast (w szczególności Madrytu uchodzącego za najbardziej zaniedbaną stolicę Europy) i stworzył wspaniałe bulwary.
W 1762 odznaczony Orderem Orła Białego.